# 日本基督教団岡山教会
日本基督教団岡山教会（にほんきりすときょうだん おかやまきょうかい）は、岡山県岡山市北区にある、旧組合系の日本基督教団所属教会である。

## 歴史
1875年（明治8年）に岡山県衛生行政の担当医師中川横太郎の斡旋で、アメリカン・ボードの宣教師W・テーラーが一週間滞在して医療活動を行った。1877年（明治10年）にアメリカン・ボードの宣教師たちが同志社の学生金森通倫、横山円造、小崎弘道らを伴って岡山を訪れた。中川横太郎の支えで岡山市内数箇所に集会ができた。1878年（明治11年）秋にアッキンソン宣教師と中川横太郎の関係で、アメリカン・ボードのミッション・ステーションを岡山に置くことが決定された。
そして、1879年（明治12年）1月にアメリカン・ボードは宣教医J・C・ベリー夫妻、J・H・ペティ夫妻、O・ケーリ夫妻、J・ウィルソンらを新設された岡山ステーションに派遣した。岡山県令高崎五六の歓迎のもと、岡山県と5年間の契約を結んで、医療と教育活動を行った。同年、同志社を卒業した金森通倫が岡山に赴任した。金森らは岡山ステーションの宣教師と協力しながら伝道活動を続け、1880年（明治13年）10月に会員33名により岡山教会の設立式が行われた。初代牧師には金森通倫が就任した。この岡山教会を中心にして、高梁教会、笠岡教会、天城教会、落合教会が設立された。
1887年（明治20年）に岡山教会は会員数445名になり、日本組合基督教会の45の教会の中で一番多い会員数を有するようになった。岡山教会の会員は、俸給生活者と学生が多く、財政的にも神戸教会、明石教会に次ぐ豊かな教会であった。

## 著名な関係者
- 金森通倫
- 安部磯雄
- 石井十次